# Squalodontidae
Squalodontidae — це вимерла родина великих дельфіновидих, які мали довгі вузькі щелепи. Сквалодонтиди відомі на всіх континентах, окрім Антарктиди, від олігоцену до неогену, але вони мали максимальну різноманітність і глобальне поширення протягом пізнього олігоцену та раннього й середнього міоцену (28–15 млн років тому).
З їх космополітичним поширенням міоцену та гетеродонтними зубними рядами, сквалодонтиди є найпоширенішими та базальними платаністоїдами. Це відносно великі одонтоцети, які можна порівняти за розміром з сучасними ременезубами. Напевно Squalodontidae мали здатність до ехолокації.
Squalodon і Eosqualodon засновані на часткових або повних черепах. Однак синапоморфні ознаки родини засновані переважно на одній з кісток внутрішнього вуха, периотичній кістці, яка невідома в цих родах, за винятком Squalodon. Отже, монофілія родини є невизначеною. Patriocetus також був включений.
Деякі сквалодонтиди відомі з досить повних скам'янілостей, але більшість були описані на основі кількох ізольованих зубів. Сквалодонтиди, швидше за все, дуже віддалені споріднені зі сучасними океанічними дельфінами, але, за словами французького палеонтолога Крістіана де Мюізона, більш близькі до платаніст.
Рід Squalodon був названий французьким натуралістом Жаном-П’єром Сильвестром де Грателупом у 1840 році на основі фрагмента щелепи, який він вважав належав рептилії. Виявлені пізніше скам'янілості показали, що це був зубатий кит. Однак у збережених зубних рядів зубний ряд атавістичний, усі зуби зменшені до простих недиференційованих конічних форм. У сквалодонтів зуби схожі на зуби архаїчних китів Archaeoceti, з конічними різцями спереду і низькою коронкою, зубчастими зубами ззаду.